# نعناع جنوبي
النعناع الجنوبي أو النعناع الأسترالي (الاسم العلمي:Mentha australis) (بالإنجليزية: Australian Mint)‏ هو نوع من النباتات يتبع جنس النعناع من الفصيلة الشفوية.